# Estat Shan
L'Estat Shan (Shan State, en birmà: ရှမ်းပြည်နယ်; shan: ) és una divisió de Myanmar, un dels estats de la federació, i la divisió administrativa més gran del país amb 155.800 km². El seu nom és pel poble xan (shan) el principal que l'habita i que històricament va crear diversos principats, no reconeguts pel govern birmà; els prínceps van dissoldre els seus governs i es van formar repúbliques que es van federar per constituir un estat independent d'acord amb els pactes concertats, però Birmània va ocupar el territori; llavors els prínceps van donar suport a la resistència, avui dia molt limitada; el govern ha pactat amb les milícies principals dels xans i altres grups com els was o els kokang. La capital és Taunggyi i les altres ciutats que mereixen ser destacades són Lashio i Kengtung. Està constituït per tres sub-estats o divisions: Shan State (North), Shan State (East) i Shan State (South), i per 11 districtes:
- Taunggyi
- Loilem
- Kyaukme
- Muse
- Laogai
- Kunlong
- Lashio
- Kengtung
- Mong Hsat
- Mong Hpayak
- Tachileik

Les divisions tenen els següents townships. Shan States (East): 
- Kengtung
- Matman
- Monghpyak
- Monghsat
- Mongkhet
- Mongla
- Mongping
- Mongton
- Mongyang
- Mongyawng
- Tachileik

Shan States (North):
- Hopang
- Hseni
- Hsipaw
- Konkyan
- Kunlong
- Kutkai
- Kyuakme
- Lashio
- Laukkaing
- Mabein
- Manton
- Mongmao
- Mongmit
- Mongyai
- Muse
- Namhsan
- Namphan
- Namtu
- Nanhkan
- Nawnghkio
- Pangsang
- Pangwaun
- Tangyan

I Shan States (South):
- Hopong
- Hsihseng
- Kalaw
- Kunhing
- Kyethi
- Laihka
- Langkho
- Lawksawk
- Loilen
- Mawkmai
- Monghsu
- Mongkaung
- Mongnai
- Mongpan
- Nansang
- Nyaungshwe
- Pekon
- Pindaya
- Pinlaung
- Taunggyi
- Ywangan